# Micropsectra lobatifrons
Micropsectra lobatifrons е насекомо от разред Двукрили (Diptera), семейство Хирономидни (Chironomidae). Този вид е ендемичен в Румъния.